# 4855 Темпьо
4855 Темпьо (4855 Tenpyou) — астероїд головного поясу, відкритий 14 листопада 1982 року.
Тіссеранів параметр щодо Юпітера — 3,614.
Названо на честь Темпьо (яп. てんぴょう(天平) темпьо:).